# Hermann Drewitz
Hermann Drewitz (* 18. September 1887 in Coswig, Anhalt; † 25. Januar 1955 in Berlin-Schmargendorf) war ein deutscher Politiker (Wirtschaftspartei, später CDU, WVM). Er war 1920–1931 und 1932–33 Vorsitzender der Wirtschaftspartei/Reichspartei des deutschen Mittelstandes, von 1921 bis 1928 Mitglied des Preußischen Landtages sowie von 1924 bis 1932 Mitglied des Reichstages. Von 1946 bis 1955 gehörte er der Berliner Stadtverordnetenversammlung bzw. dem West-Berliner Abgeordnetenhaus an.

## Leben und Beruf
Nach dem Besuch der Mittelschule in der anhaltischen Kleinstadt Coswig absolvierte Drewitz eine Bäckerlehre in Dessau. Nach der Gesellenwanderung durch ganz Deutschland bestand er die Meisterprüfung im Bäckereihandwerk und gründete 1910 eine eigene Bäckerei in Berlin-Mahlsdorf. Von 1914 bis 1918 nahm er als Soldat am Ersten Weltkrieg teil.
Nach der Machtübernahme der Nationalsozialisten wurde er mehrfach inhaftiert. Im Jahr 1946 wurde er Obermeister der Berliner Bäckerinnung und gleichzeitig Vizepräsident der Handwerkskammer.

## Partei
Drewitz zählte zu den Begründern der Reichspartei des deutschen Mittelstandes (Wirtschaftspartei) und war von 1920 bis 1931 sowie 1932/33 Vorsitzender der Partei auf Reichsebene. Nach dem Zweiten Weltkrieg schloss er sich der CDU an. Am 9. November 1954 trat er aus der CDU aus und trat mit der von ihm mitgegründeten Wirtschaftlichen Vereinigung des Mittelstandes zur Abgeordnetenhauswahl im Dezember 1954 an, erhielt jedoch nur 1,8 Prozent der Stimmen.

## Abgeordneter
Drewitz war von 1919 bis 1921 Stadtverordneter in Berlin und von 1921 bis 1928 Mitglied des Preußischen Landtages. Bei der Reichstagswahl im Dezember 1924 wurde er in den Deutschen Reichstag gewählt, dem er bis Juli 1932 angehörte. Hier war er von 1924 bis 1931 Vorsitzender der WP-Fraktion.
Ab 1946 war er Mitglied der Stadtverordnetenversammlung von Groß-Berlin und nach der Teilung Berlins von 1950 bis Januar 1955 Mitglied des Abgeordnetenhauses in West-Berlin. Er starb zwei Wochen nach dem Ende der Wahlperiode.